# Louis Vanvelthoven
Louis P. J. Vanvelthoven (Lommel, 8 juni 1938) is een voormalig Belgisch politicus voor de sp.a, en diens voorlopers BSP en SP.

## Levensloop
Louis Vanvelthoven behaalde in 1959 het diploma van regent Nederlands-Geschiedenis aan de Rijksnormaalschool van Lier en werd in 1971 licentiaat in de rechten aan de VUB. Hij werd leraar geschiedenis en recht. Van 1971 tot 1972 was hij tevens kabinetssecretaris van toenmalig minister van Economische Zaken Willy Claes, waarna hij van 1972 tot 1974 dezelfde functie uitoefende bij toenmalig minister van Nationale Opvoeding Willy Calewaert.
In 1964 werd hij voor de toenmalige BSP verkozen als gemeenteraadslid in Lommel, wat hij bleef tot in 2006. Van 1989 tot 2006 was hij er burgemeester. Ook was hij van 1971 tot 1977 provincieraadslid van de provincie Limburg. Binnen de BSP behoorde hij tot de generatie die de weg voorbereidde naar de oprichting van de autonome SP. Ook was hij een aanhanger van de zogenaamde Doorbraak-gedachte binnen de SP, die de partij wilde openstellen voor progressieven in de christelijke arbeidersbeweging en in de Vlaamse Beweging.
Van 1977 tot 1999 was hij lid van de Kamer van volksvertegenwoordigers, waar hij van 1979 tot 1985 quaestor en van 1995 tot 1999 SP-fractievoorzitter was. Van 1977 tot 1979 zetelde hij ook in het toen nog onrechtstreeks verkozen Europees Parlement.
In de periode mei 1977-oktober 1980 zetelde hij als gevolg van het toen bestaande dubbelmandaat ook in de Cultuurraad voor de Nederlandse Cultuurgemeenschap, die op 7 december 1971 werd geïnstalleerd. Vanaf 21 oktober 1980 tot mei 1995 was hij lid van de Vlaamse Raad, de opvolger van de Cultuurraad en de voorloper van het huidige Vlaams Parlement. Van 18 oktober 1988 tot 13 januari 1994 was hij voorzitter van de Vlaamse Raad. Hij bracht veel wetsvoorstellen aan waaronder het felomstreden verbod op tabaksreclame. Hij bouwde de Vlaamse Raad uit tot een volwaardige parlementaire instelling en hechtte als parlementsvoorzitter veel belang aan de promotie en de bescherming van de Nederlandse taal. Ook bevorderde hij de werking van de Nederlandse Taalunie. In januari 1994 nam hij ontslag als voorzitter van de Vlaamse Raad toen zijn naam genoemd werd bij onregelmatigheden bij een ambtenarenexamen.
In 1995, toen hij in aanmerking kwam voor een ministerportefeuille, werd door de toenmalige procureur des Konings van Hasselt Karel Cleeren een proces tegen zijn familie aangespannen wegens vermeende belangenvermenging betreffende de verkoop van stadsgronden. Hij werd hiervoor later door de procureur-generaal van Antwerpen vrijgesproken. In 2006 kregen de twee het opnieuw aan de stok na een interview met De Standaard / Het Nieuwsblad naar aanleiding van de verkiezingsuitslag waarin Vanvelthoven stelde dat Cleeren van christendemocratische signatuur was en de zaak uit politieke motieven had aangespannen. Daarnaast noemde hij hem een alcoholicus. Prompt vroeg Cleeren, via zijn raadsman, een rechtstreekse
dagvaarding aan.  Ook in deze rechtszaak ging Vanvelthoven vrijuit.
Uit een studie van Frank Keunen bleek in 2006 dat Vanvelthoven van alle Vlaamse burgemeesters de meeste zituren (15 uren per week) uittrok voor dienstbetoon.
Hij is de vader van Peter Vanvelthoven, die eveneens politiek actief werd en hem opvolgde als burgemeester van Lommel.